# Cratere Yalova
Yalova è un cratere sulla superficie di Gaspra.